# Ardnamurchan Central Complex
Der  Ardnamurchan Central Complex, abgekürzt ACC, ist ein subvulkanischer Intrusivkomplex auf der Halbinsel Ardnamurchan im äußersten Westen des schottischen Festlandes. Er entstand im Paläozän (Seelandium) zwischen 61 und 59 Millionen Jahre vor heute.

## Etymologie

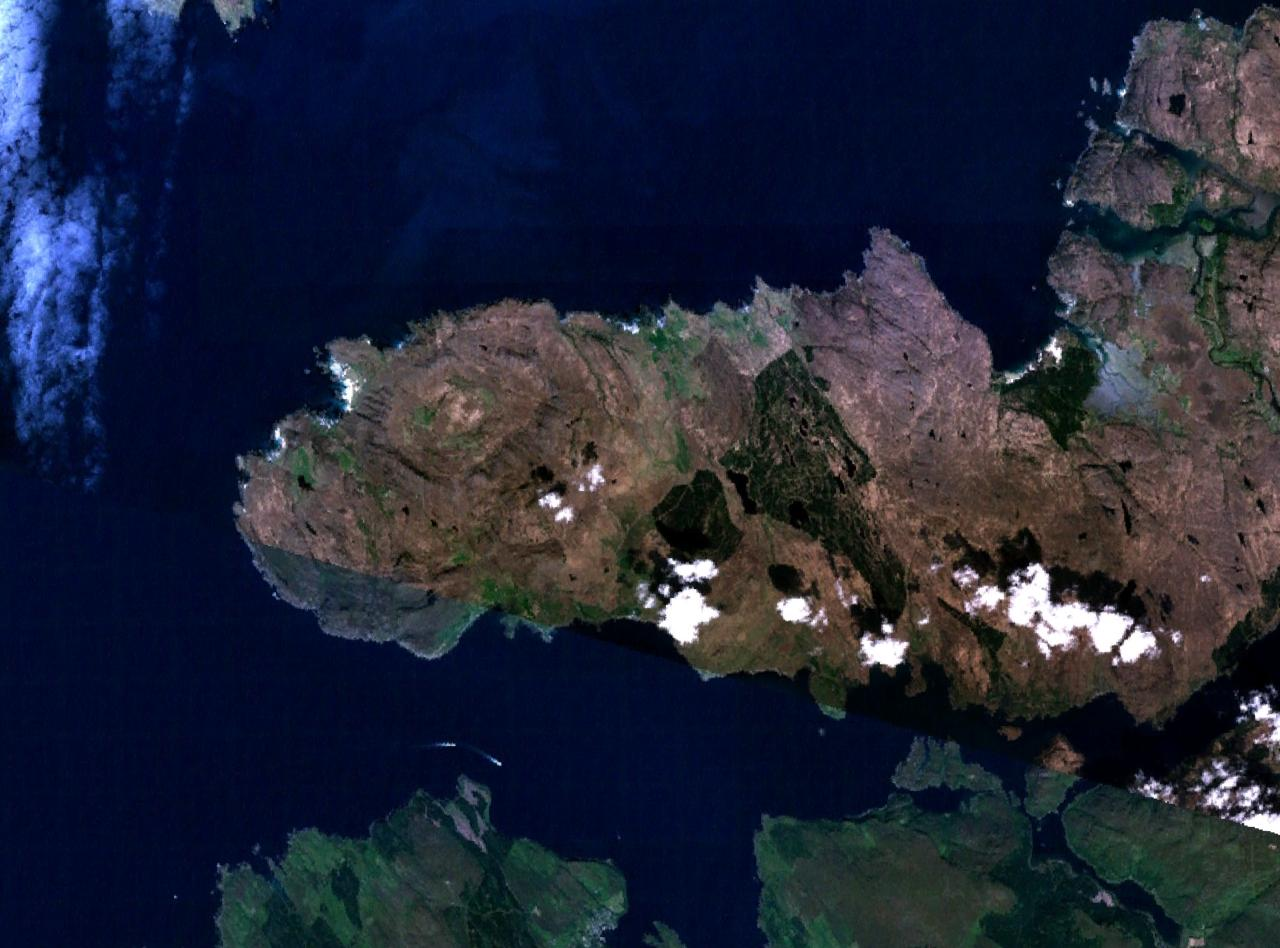
Landsat-Aufnahme von Ardnamurchan. Gut zu erkennen die ringförmige Anordnung des inneren Intrusionszentrums 3.

Der Zentralkomplex (Englisch Central Complex) ist nach seiner Typlokalität benannt. Das jetzige Ardnamurchan ist vom Schottisch-Gälischen Àird nam Murchan abgeleitet. Das weibliche Substantiv àird bedeutet „Platz, Stelle, Hochpunkt oder auch Richtung“. Na ist der bestimmte Artikel „der, die, das“, nam dessen Genitivform vor dem nachfolgenden Konsonanten -m. Murchan ist eine Zusammensetzung aus dem männlichen oder weiblichen Substantiv muir („Meer, See, Ozean“) und aus dem männlichen Substantiv cù („Hund“) und bedeutet somit „Seehund“ aber auch „Seeotter“. Ardnamurchan kann folglich als „Seehundsplatz“ oder „Seeotterstelle“ wiedergegeben werden.

## Geographie
Die Halbinsel Ardnamurchan liegt nördlich von Mull und nordwestlich von Morvern. Sie wird von der Sea of the Hebrides umgeben, im Süden berührt sie der Sound of Mull und im Südosten der Loch Sunart. Benachbarte Inseln sind Coll 14,1 Kilometer im Westen, Muck 7,5 Kilometer im Nordnordwesten und Eigg 11,4 Kilometer im Norden.
Ardnamurchan erstreckt sich in Ost-West-Richtung über rund 22 Kilometer, die Breite der Halbinsel in Nord-Süd-Richtung beträgt zwischen 8 und 10 Kilometer.
Ihre höchste Erhebung ist der 528 Meter hohe Ben Hiant im Süden. Größter See ist der Loch Mudle im Zentrum der Halbinsel.

## Geschichtliches
Die exhumierten paläogenen Vulkankomplexe im Nordwesten Schottlands waren über die letzten hundert Jahre hinweg ein Studiengebiet par excellence für das Verständnis einer Palette von vulkanologischen Prozessen. Erstuntersuchungen durch eine Reihe von Wissenschaftlern waren wegweisend in der frühen Entwicklung der Vulkanologie. Hierzu gehören Persönlichkeiten wie John Wesley Judd (1889), Archibald Geikie (1897), Alfred Harker (1904), Edward Battersby Bailey und Kollegen (1924) sowie James Ernest Richey und H. H. Thomas (1930).

## Geologie

### Allgemeine Einführung

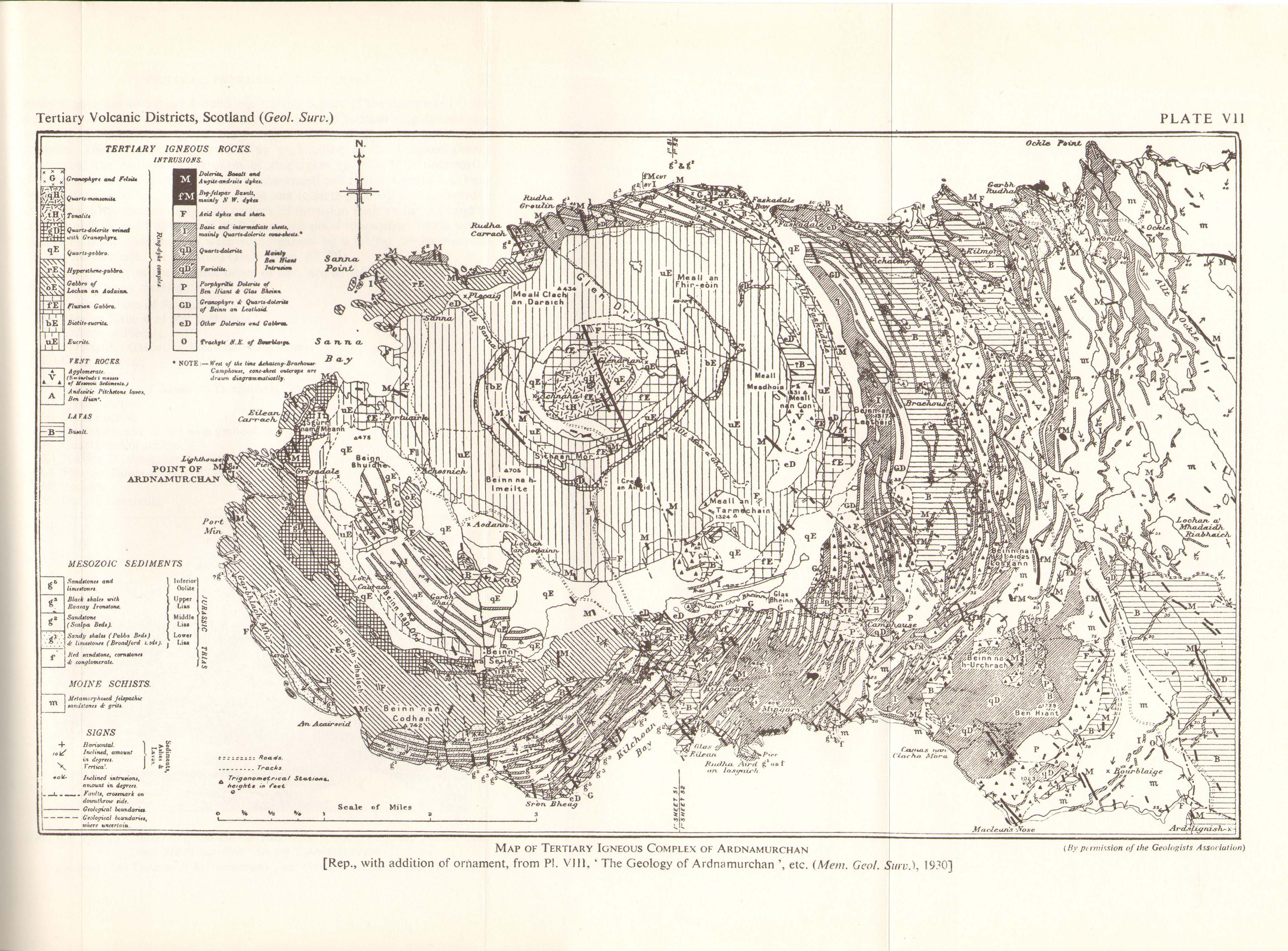
James Ernest Richey's geologische Karte des Zentralkomplexes aus dem Jahr 1930

Der subvulkanische Intrusionskomplex von Ardnamurchan wird zur Nordatlantischen Magmatischen Großprovinz (engl. North Atlantic Igneous Province oder abgekürzt NAIP) gerechnet, welche mit der Entstehung des Mantelplumes von Island und der einhergehenden Öffnung des Nordatlantiks im Zeitraum 62 bis 53 Millionen Jahre vor heute in enger Verbindung steht. Der Südostrand der Nordatlantischen Magmatischen Großprovinz berührt Nordirland und den Westen Schottlands und wird als British Paleogene Igneous Province (Britische Paläogene Magmenprovinz, abgekürzt BPIP) bezeichnet – unter Einbeziehung Nordirlands dann auch als British and Irish Paleogene Igneous Province bzw. abgekürzt als BIPIP.
Der zum Northern-Highland-Terran, genauer zur Morar Group, gehörende Zentralkomplex bildete sich unmittelbar südlich der nach Nordwesten überschiebenden Moine Thrust, die östlich von Eigg und Muck vorbeistreicht. An ihr waren während der Kaledonischen Orogenese bedeutende tektonische Bewegungen erfolgt, welche die gesamte Erdkruste beeinträchtigten. Das örtliche Grundgebirge unterhalb des Zentralkomplexes baut sich aus relativ niedriggradigen, neoproterozoischen Psammiten und Peliten der metasedimentären Moine Supergroup auf. Die Schiefergesteine der Moine Schists werden sodann von mesozoischen Metasedimenten abgedeckt.
Die Moine Schists werden ihrerseits von archaischen Gneisen des Lewisians unterlagert, auf die sie aufgeschoben und mit denen sie verschuppt wurden. Die Dicke der Moine Schists ist nicht genau bekannt, die Grenze zu den unterlagernden Gneisen dürfte aber relativ flach liegen, vielleicht nur einige Kilometer. Die Gneise können ihrerseits wiederum in eine Amphibolitfazies in der Oberkruste und in eine mächtige Granulitfazies in der Unterkruste unterteilt werden. Nach seismischen Daten aus Zentralschottland 150 Kilometer östlich von Ardnamurchan zu urteilen, befindet sich der Faziesübergang auf 6 bis 14 Kilometer Tiefe.
Die Sedimente bestehen aus triassischen Brekzien, Konglomeraten und Sandsteinen, unterjurassischen Sandsteinen, Kalken und Tonsteinen sowie paläozänen Laven. Sie waren ursprünglich horizontal abgelagert worden, wurden aber durch die sukzessiven Intrusionen am Zentralkomplex von Ardnamurchan bis auf 30° hochgedrückt und verstellt. Das Aufbeulen erfolgte bereits in einem sehr frühen Stadium in der Intrusion des Zentralkomplexes – noch vor der Platznahme der magmatischen Cone sheets. Am Rand des ringförmigen Zentralkomplexes sind jedoch (im Gegensatz zum Mull Central Complex) keinerlei Faltenstrukturen erhalten.
Der ehemalige Vulkankomplex war wahrscheinlich ursprünglich eine rückenartig gestreckte Struktur. Das jetzige Erosionsniveau legt den relativ flachen, subvulkanischen Bereich offen, der sich ursprünglich etwa 1,5 bis 2,0 Kilometer unter der Oberfläche befand. Die Einebnung im ausgehenden Paläogen und im Neogen hatte mehr als 1000 Meter abgetragen und dabei die tiefergelegene Wurzelzone des Zentralkomplexes freigelegt.
Bedingt durch den Riftvorgang des Nordatlantiks, der in etwa der Nordost-Südwest-Richtung gefolgt war, bildeten sich im frühen Paläogen am nordwesteuropäischen Kontinentalrand mehrere basaltische Lavafelder. Im Nordwesten Schottlands können drei Lavafelder unterschieden werden: Eigg, Skye und Mull. Assoziiert mit den Lavafeldern sind mehrere vulkanische Zentralkomplexe – hierunter Ardnamurchan, Skye, Rùm und Mull.
Alle Vulkankomplexe (so auch Ardnamurchan) sind teilweise vorzüglich aufgeschlossen. Sie erreichen einen Durchmesser von 10 Kilometer und liegen über relativ engen, angehobenen Grundgebirgsstrukturen, die parallel zur Riftzone ebenfalls Nordost-Südwest ausgerichtet sind. Zwischen diesen Grundgebirgsrücken haben sich lang bestehende Sedimentbecken entwickelt, in die sich schließlich die Lavafelder ergossen.

### Magmatismus und Intrusionszentren

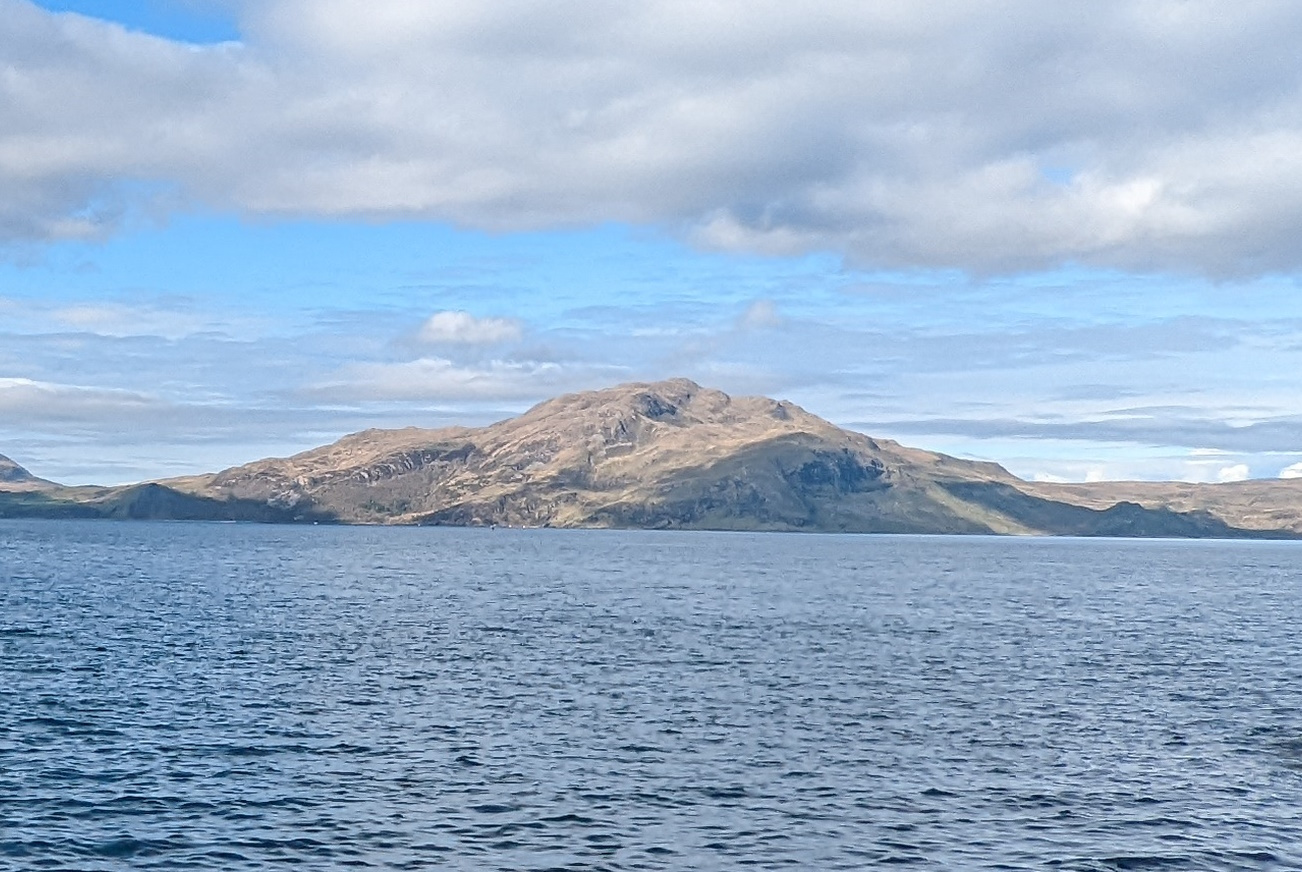
Der 528 Meter hohe Ben Hiant, gesehen aus südlicher Richtung vom Leuchtturm Rubha na Gall bei Tobermory auf Mull

Der Magmatismus im Ardnamurchan Central Complex manifestiert sich als:
- größere Intrusionen
- Ringgänge (engl. ring dykes)[6]
- Cone sheets
- Gänge

Die meisten Ringgänge bestehen aus Gabbro oder Dolerit, dennoch finden sich aber auch kleinere Intrusionen aus höher entwickelten Gesteinen wie beispielsweise Monzonit oder Tonalit. Die Gänge können als Nordwest-streichender Gangschwarm auftreten und bilden zusammen mit den Cone sheets den letzten magmatischen Abschnitt in Ardnamurchan.
Der Ardnamurchan Central Complex kann jetzt weiter in drei individuelle, zeitlich und räumlich voneinander verschiedene Intrusionszentren unterteilt werden. Die Zentren lassen keine schlüssige räumliche Progression erkennen (hier ebenfalls im Gegensatz zum Mull Central Complex), sie springen vielmehr zuerst vom Ostrand nach Westen und sodann wieder zurück nach Nordosten ins Zentrum des Zentralkomplexes.

#### Intrusionszentrum 1
Das Intrusionszentrum 1 (engl. Centre 1) ist am ältesten. Es wird petrologisch von tholeiitischen Basalten und doleritischen Cone sheets beherrscht. Seine Intrusivgesteine finden sich vor allem um den Ben Hiant im Südosten, bei Camphouse, am Beinn an Leathaid am Ostrand des Intrusionszentrums 3 und südlich von Rubha Carrach an der Nordküste. Assoziiert mit den Intrusiva sind das Achateny Member und das Ben Hiant Member – vorwiegend rund 200 Meter mächtige vulkaniklastische Konglomerate und untergeordnete Brekzien, die jetzt zur Plateau Formation der Mull Lava Group gestellt werden. Im Jahr 2024 definierten David J. Brown und Kollegen entlang der Süd- und Südostseite des Ben Hiants das Sròn Mhòr Member – einen fünfphasigen Ignimbrit, der sich auf das Ben Hiant Member ablagerte. Er wird ebenfalls zur Plateau Formation gerechnet.
Das Verhältnis von Nebengesteinen zu Intrusiva ist im Intrusionszentrum 1 recht hoch.
Am Ostrand des Ben Hiants berühren die Intrusivgesteine unmittelbar die Basaltlaven der Mull Lava Group. Ferner grenzen die Intrusiva mit den assoziierten Vulkaniklastika hier bereits an das Grundgebirge, bestehend aus Moine Schists. Die dem Grundgebirge auflagernden mesozoischen Sedimente finden sich bei Swordle Cave im Nordosten, entlang der Nordküste bei Fascadale (auch Faskadale) östlich von Rubha Carrach und an der Südküste bei Mingary Castle.

##### Vulkaniklastika des Achateny und des Ben Hiant Members
Die Vulkaniklastika des Achateny und des Ben Hiant Members wurden ursprünglich als klassische Beispiele für Schlotagglomerate angesehen. Diese werden jetzt aber als Produkte von Schlammströmen (engl. debris flows) und Schlammlawinen (engl. debris avalanches) neu interpretiert. Auslöser der Schlammströme war die dynamische Heraushebung des Ardnamurchan Zentralkomplexes, verursacht durch die Platznahme der seichten Intrusionen.
Die Vulkaniklastika sind heterogen zusammengesetzt, ihre Klasten sind matrixgestützt und stammen vorwiegend vom älteren Lavafeld der Plateau Formation. Bruchstücke aus dem Moinian des Grundgebirges und der mesozoischen Sedimentüberdeckung existieren, sind jedoch wesentlich seltener. Die Korngrößenverteilung der Klasten reicht von Silt über Sand bis zu mehrere Meter großen Blöcken (mit seltenen Megablöcken von mehreren Zehnermetern). Eine Schichtung ist selten ausgebildet – falls vorhanden ist sie mehr oder weniger horizontal und wird durch dünne Lagen tuffhaltigen Silt- und Sandsteins definiert. Bruchstücke in den feinkörnigeren Lagen besitzen vorwiegend Lavalithologien (vor allem Trachyt), zugegen sind aber auch Psammite und Pelite des Moinians sowie mesozoische Sedimentgesteine. Selten sind rhyodazitische Ignimbritfragmente mit gut entwickeltem eutaxitischen Gefüge. Der Ignimbrit ist ortsfremd und eindeutig explosiver Natur, sein Schlot konnte nicht identifiziert werden.

##### Intrusive Magmatite
Hauptintrusiva sind die Gesteine vom Typus Ben Hiant. Hierbei handelt es sich um prägnante Quarzdolerite. Diese nehmen gen Südosten einen porphyrischen Charakter an. Die Vulkaniklastika werden ferner (ebenfalls im Südosten des Ben Hiants) von einem andesitischen Pechstein intrudiert – einem so genannten innin-morite mit typisch säuliger Absonderung. Der Pechstein war lange als andesitische Lava angesehen worden, auf der Südostseite des Ben Hiants ist aber die intrusive Natur des Gesteins klar zu erkennen – wobei die Säulen von der Abkühlungsfront zu den wassergesättigten Vulkaniklastika aus wegfächern.
Weitere Intrusionen in die Vulkaniklastika sind eine Reihe von Plagioklas-haltigen, jedoch nicht porphyrischen, Doleritdecken, deren genaue Stellung noch nicht geklärt ist. Es sind auch noch andere schichtdecken- oder gangartige Intrusionen bekannt, die alle älter als die Cone sheets sind.
Die eigentlichen Cone sheets des Intrusivzentrums 1 besitzen ihren Fokalpunkt in der Tiefe, etwa 1 Kilometer westlich vom Meall nan Con. Die außengelegenen Cone sheets fallen mit relativ flachen Winkeln von 15° bis 20° nach innen in Richtung Fokalpunkt ein, die weiter innen gelegenen Cone sheets westlich des Ben Hiants versteilen jedoch ihren Einfallswinkel bis auf 40°, außerdem erhöht sich ihr Krümmungsradius. Einige der Cone sheets sind auch zusammengesetzter Natur aus Dolerit und Felsit. Die Cone sheets durchdringen die Vulkaniklastika (wie z. B. am Achateny Member im Norden gut zu erkennen ist) und sind somit eindeutig jünger.

#### Intrusionszentrum 2

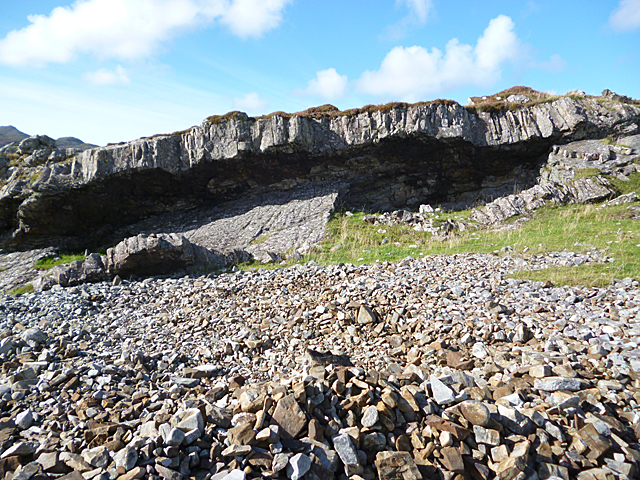
Äußeres Cone sheet bei Mingary

Das jüngere Intrusionszentrum 2 (Centre 2) enthält sehr ähnlich geartete Cone sheets, deren Fokus aber wesentlich weiter westlich zu liegen kommt. Hinzu kommen eine große Anzahl gabbroischer Ringintrusionen (engl. ring intrusions), die entweder als Lopolith oder als Ringgänge ausgebildet sind. Das Intrusionszentrum 2 hat zwischen den einzelnen Intrusivlagen so gut wie keine Überbleibsel von präpaläogenen Nebengesteinen mehr.
Das Intrusionszentrum 2 war aus insgesamt vier Phasen magmatischer Aktivität hervorgegangen, welche alle ihren Fokalpunkt in der Tiefe unterhalb von Achosnich hatten.

##### Phase 1
Die erste Phase sah die Platznahme der älteren, mafischen äußeren Cone sheets, die in die mesozoischen Decksedimente und die darunterliegenden Psammite und Pelite des Moinians eingedrungen waren. Die Cone sheets des Intrusionszentrums 2 ähneln mit ihrer tholeiitischen Zusammensetzung den Cone sheets des Intrusionszentrums 1. Sie sind zwischen 1 und 5 Meter dick und mit 35° bis 45° zu ihrem Fokalpunkt geneigt. Bei Kilchoan treten die Cone sheets stark gehäuft auf. Hier kommt es vor, dass Cone sheets andere Cone sheets intrudieren, die wenigen Zwischenräume an Nebengesteinen haben darüber hinaus eine extreme thermische Metamorphose erlitten. Multiple und zusammengesetzte Cone sheets sind zwar vorhanden, jedoch nicht besonders häufig. Die Platznahme der äußeren Cone sheets bewirkte eine zentrale Heraushebung von immerhin 1.300 Metern, die möglicherweise auch mit einer gewissen zentralen Absenkung einhergegangen war.
An der kritischen Überschneidungsstelle zwischen den äußeren Cone sheets und den Cone sheets des Intrusionszentrums 1 (bei Camphouse) sind die Aufschlussverhältnisse leider sehr schlecht. Es kann daher hier die Abfolge der Intrusionen nicht festgestellt werden. Darüber hinaus sind die beiden Cone sheet-Varietäten geochemisch nicht zu unterscheiden.

##### Phase 2

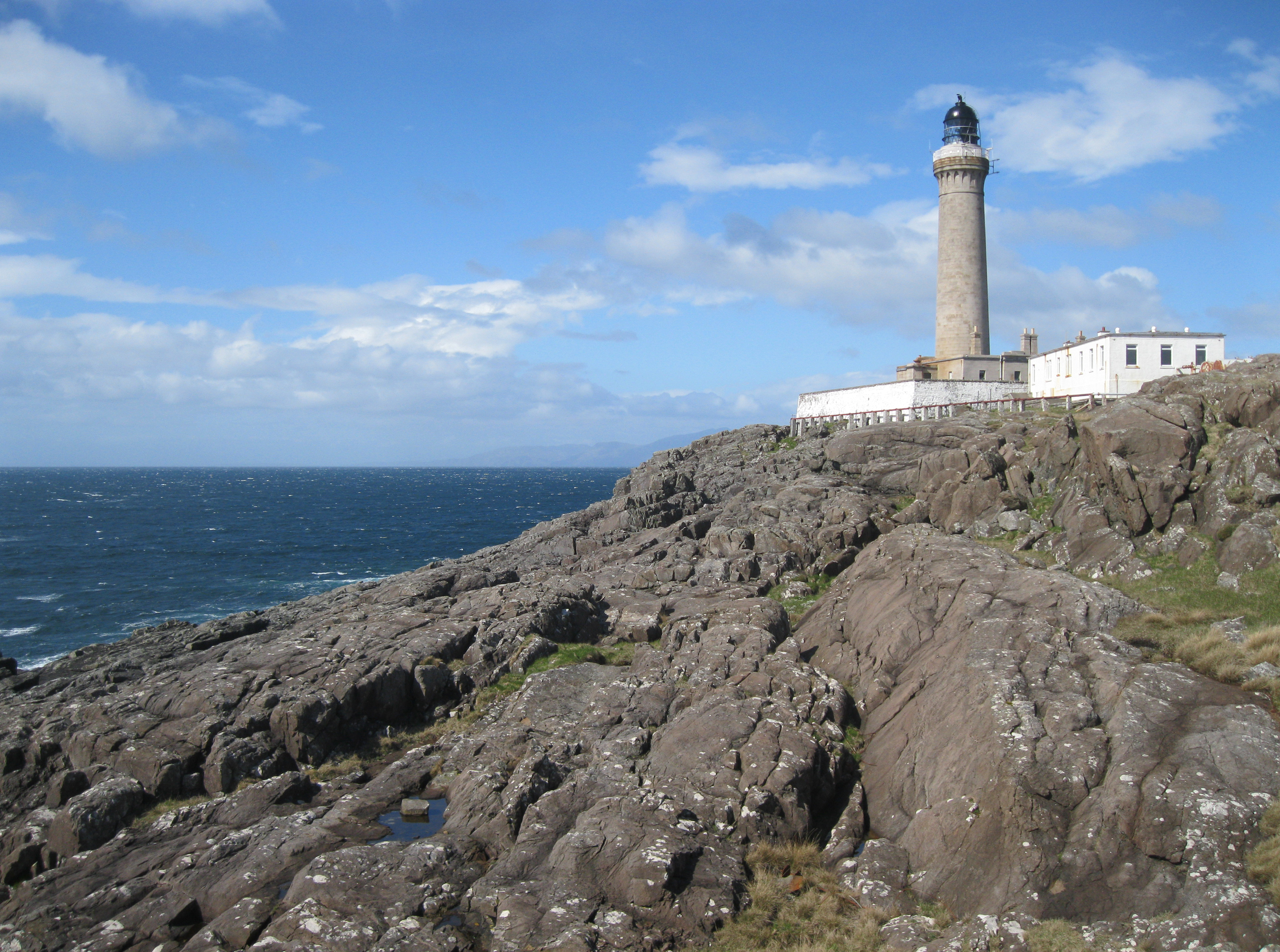
Das Ardnamurchan Lighthouse ist auf dem Hypersthen-Gabbro erbaut – Intrusionszentrum 2, Phase 2

Die erste bedeutende Ringintrusion des Intrusionszentrums 2 besteht aus einem Hypersthen-Gabbro (Hypersthene gabbro). Der Gabbro ist eindeutig jünger als die äußeren Cone sheets, die er an mehreren Stellen an seinem Südrand durchdringt, insbesondere auf der Südseite vom Beinn nan Codhan. Der Hypersthen-Gabbro manifestiert eine ausgezeichnete, jedoch ungewöhnliche Minerallagerung. Lagen reich an Pyroxen, Plagioklas und Eisen-Titan-Oxiden fallen zum Fokalpunkt hin ein, können aber nicht sehr weit verfolgt werden. Im Abschnitt nördlich der Sanna Bay treten Augenstrukturen und nach oben züngelnde Fingerstrukturen auf – sie verweisen auf signifikante Gefügeänderungen nach dem Kumulatstadium hin. Die thermischen Auswirkungen des Hypersthen-Gabbros sind beträchtlich. So wurden verschiedene Grundgebirgs- und Sedimentlithologien rheomorph umgewandelt. Bei Glebe Hill enthalten Hornfelse eine kontaktmetamorph hochgradige Mineralvergesellschaftung aus Saphir, Spinell und Plagioklas, welche aus sehr aluminiumreichen Ausgangsgesteinen hervorgegangen war – eventuell aus einem paläozänen Ton, aus einem jurassischen Tonstein oder aus Peliten des Moinians.
Der bei Lochan an Aodainn anstehende Olivin-Gabbro ist vollständig rekristallisiert und innerlich total zertrümmert. Seine Plagioklase sind durch reichhaltige Einschlüsse von Opakmineralen eingetrübt. Die Eintrübung wird auf eine thermische Alteration zurückgeführt. Das Aufschlussbild des Olivin-Gabbros wird zum großen Teil von benachbarten jüngeren Intrusionen kontrolliert. Daher ist die jetzige Ringform nur vorgetäuscht und resultierte nicht aus dem ursprünglichen Aufstiegsmodus. Die starke Zerklüftung und Alteration des Gesteins sprechen für ein frühes Eindringen des Olivin-Gabbros in der Entwicklung des Intrusionszentrums 2.
Der Quarzdolerit des Ringgangs von Sgurr nam Meann ist eine hybride Intrusion bestehend aus Dolerit, den Netzadern von Mikrogranit und Felsit überziehen. Der Quarzdolerit ist in einem etwa 6 Kilometer langen Bogen südlich der Sanna Bay aufgeschlossen. Die Intrusion stellt wahrscheinlich einen steilen, nach außen einfallenden Ringgang dar, der durch die turbulente Vermischung von mafischen und sauren Magmen entstanden war. Gewöhnlich bildet das siliziumreiche Material innerhalb der Doleritmassen millimter- bis zentimeterdicke Adern, die ein eckiges Aussehen des Doleriten bewirken. Mehr abgerundete Doleritumrisse sind ebenfalls bekannt. In diesem Fall indizieren dünne, unregelmäßig gewellte Abkühlränder, dass das mafische Material noch flüssig war, als es in Kontakt mit dem silizischen Magma trat. Bei diesem Vermischungsprozess kühlte das mafische Magma recht schnell ab und verfestigte sich gegenüber dem kühleren, aber nach wie vor flüssigen, silizischen Magma. Eine Folgeerscheinung waren Doleritkissen mit abgeschreckten, tachylitischen Rändern. An den Rändern der Kissen bildeten sich aufgrund der thermischen Zusammenziehung Risse, in die das silizische Magma dann eindrang. Das silizische Magma machte aber hier nicht Halt, sondern drang weiter vor, wodurch die Netzaderung und Fragmentierung des Dolerits zu erklären ist.
Im Intrusionszentrum 2 sind mehrere andere, weniger vollständige Ringintrusionen vorhanden. Sie umfassen Quarzdolerite und Gabbros, einen Granit und verschiedene Felsite.

##### Phase 3
Die Phase 3 sah die Platznahme der jüngeren, ebenfalls mafischen, inneren Cone sheets. Diese Intrusionen fallen steil (mit bis zu 70°) in Richtung ihres Fokalpunkts unterhalb von Achosnich ein. Es handelt sich hierbei um charakteristische Plagioklas-führende Dolerite.
Der Glas Eilean Vent (Schlot von Glas Eilean) auf der gleichnamigen Gezeiteninsel an der Ostseite der Kilchoan Bay entstand später als die mafischen äußeren Cone sheets, er hatte sich aber mehr oder weniger gleichzeitig mit den jüngeren Intrusionen des Intrusionszentrums 2 gebildet. Der Aufschluss des Schlotmaterials wird teilweise von Verwerfungen umgeben – so stehen beispielsweise Grundgebirgsgesteine des Moinians am Südostrand und Basaltlaven im Westen an. Die Bruchstücke im Schlot bestehen aus Psammiten und Peliten des Moinians, jurassischem Sandstein und Kalk und verschiedenen Mafiten (porphyrische und nicht-porphyrische Dolerite und Basalte, die möglicherweise aus den äußeren Cone sheets stammen). Das Bruchmaterial ist augenscheinlich an Ort und Stelle zertrümmert und auch nicht weiter groß transportiert worden. Die bindende Grundmasse der Blöcke ist aderartig ausgebildet – mit bis zu 50 Zentimeter dicken Adern und feinkörnigen Rändern in Richtung Blöcke. Sie besteht wiederum aus fein zermahlenem Blockmaterial, vermischt mit bimsigen und scherbenartigen, sauren Glasbruchstücken, die jetzt entglast sind. Das netzartige Aderwerk geht wahrscheinlich auf pyroklastisches Material zurück, welches während einer Gasexplosion ausgestoßen wurde. Die jähe Verflüchtigung war womöglich für das anfängliche Zerreißen und die weitere Brekziierung des Blockmaterials mit verantwortlich.

##### Phase 4
Die abschließende Phase 4 brachte weitere unvollständige Ringintrusionen – vorwiegend Quarzgabbros, von denen einige Vertreter ein Richtungsgefüge vorweisen. Dieses ist auf die Ausrichtung der Plagioklase zurückzuführen und wird im Englischen als fluxion structure (Fließgefüge) oder einfach als lamination (Laminierung) bezeichnet. Es ist aber noch nicht restlos geklärt, ob einige dieser Ringintrusionen nun tatsächlich als Spätintrusionen des Intrusionszentrums 2 oder schon als Frühstadien des Intrusionszentrums 3 anzusehen sind.

#### Intrusionszentrum 3

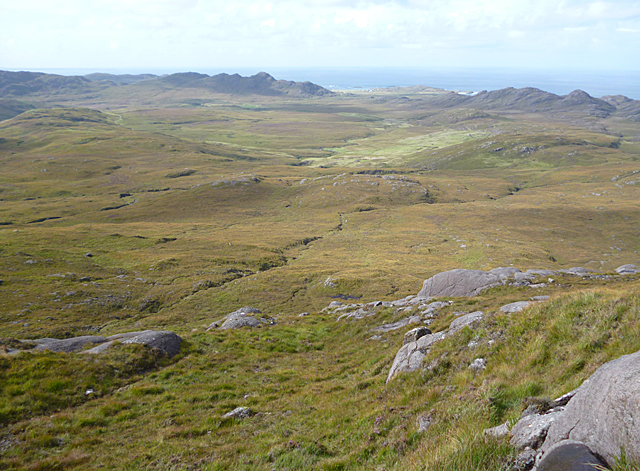
Blick nach Westen über den Nordwestabschnitt des Zentralkomplexes mit dem Amphitheater des Intrusionszentrums 3. Die beiden Höckerrücken am Westrand der Depression werden vom Great Eucrite aufgebaut.

Das Intrusionszentrum 3 (Centre 3) ist am jüngsten und wird von gabbroischen, ringförmigen bis nahezu ringförmigen Lopolithen beherrscht. Wie auch das Intrusionszentrum 2 hat es praktisch keine Überbleibsel von präpaläogenen Nebengesteinen mehr.
Die intraformationellen Kontakte sind sehr wahrscheinlich nach innen geneigt und erscheinen als ineinanderverschachtelte Trichterintrusionen. Fließgefüge mit Plagioklaseinregelungen ermöglichen hierbei die Unterscheidung einzelner Intrusionspulse.
Mittelkörnige, intermediäre bis felsische Intrusionen des Intrusionszentrums 3 sind hybriden Ursprungs, d. h. sie enthalten durch fraktionierte Kristallisation hervorgegangene mafische Magmenkomponenten in Assoziation mit partiellen Schmelzen der Nebengesteine.
Der Fokalpunkt des Intrusionszentrums 3 liegt einen Kilometer ostnordöstlich von Achnaha. Das Intrusionszentrum 3 ist von leicht ovaler Ausdehnung und misst 7 Kilometer in Ostnordost- und 6 Kilometer in Nordnordwest-Richtung. Sein Rand wird von kleineren Gabbroaufschlüssen definiert, die jeweils Sektoren von Ringintrusionen festlegen.

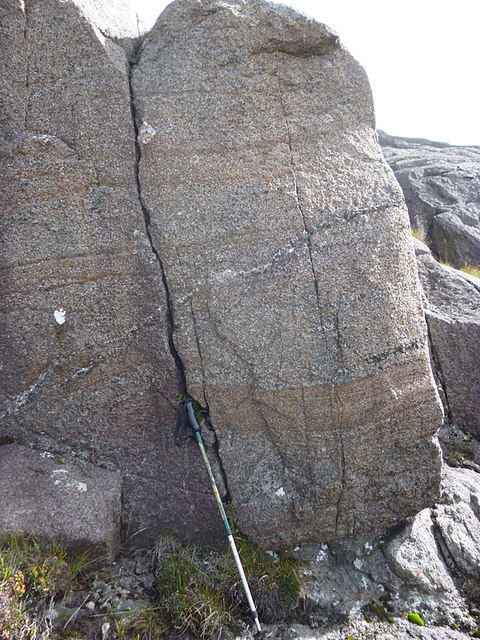
Innerer lagiger Gabbro des Great Eucrite, knapp 3 Kilometer östlich von Achnaha

Die bedeutendste Intrusion im Zentrum 3 ist zweifellos der Great Eucrite (Großer Eukrit). Er bestimmt im Wesentlichen Geometrie und Topographie des Intrusionszentrums. Der Great Eucrite ist ein Bytownit-führender Olivingabbro, der topographisch einen erhöhten Tellerrand bildet. Seine ringförmige Aufschlussbreite beträgt etwa einen Kilometer, der gesamte Außendurchmesser der Intrusion jedoch zwischen 4,5 und 6 Kilometer. Seine Interpretation als steil nach außen einfallender Ringgang ist unrealistisch wegen der sehr hohen, zentralen Subsidenz. Wahrscheinlicher ist, dass es sich beim Great Eucrite und anderen gabbroischen Intrusionen im Zentrum 3 um zusammengesetzte Formen aus Lopolith- oder Trichtergestalt handelt. Erstaunlich für den Great Eucrite ist trotz seines großen Volumens das Fehlen fast jeglicher Internstrukturierung. Er besitzt so gut wie keine Schichtung, keine Mineralausrichtung und auch Xenolithen und Pegmatite sind praktisch unbekannt. All dies deutet auf einen sehr einfachen Platznahmevorgang hin.
Im Innern des Intrusionszentrums 3 steht ein hybrider Ringgang an – hervorgegangen aus der teilweisen Vermischung (engl. mixing) mafischer und saurer Magmen. Es handelt sich hier um eine enge, steilstehende Intrusion, die 270 Bogengrad einnimmt. Es darf geschlussfolgert werden, dass der Zentralblock nicht zentriert eingesunken war oder dass ein rotationeller, „falltürartiger“ Subsidenzmechanismus am Werke war. Im gleichen Sektor dieses hybriden Ringganges finden sich noch weitere gabbroische Ringintrusionen.
Direkt über dem Fokalpunkt im Auge des Intrusionszentrums 3 liegen ein an Amphibol-reicher Tonalit geringer Ausdehnung und eine zentral gelegene, kleine Masse an Quarzmonzonit mit großen Biotitkristallen. Aufgrund ihrer zentralen Lage und ihrer hybriden mineralogischen wie geochemischen Zusammensetzung wird angenommen, dass sich die beiden Gesteinstypen aus dem Reaktionsprodukt zwischen fraktionierenden mafischen Magmen im Zentrum und teilweise aufgeschmolzenen Dachgesteinen entwickelten.
Mit dem Intrusionszentrum 3 sind insgesamt nur sehr wenige kleinere Intrusionen assoziiert. Es finden sich im Süden seltene doleritische Cone sheets, die ältere Intrusionen durchschneiden, sowie ein paar Nordnordwest-streichende Gänge des regionalen Gangschwarms. Letztere durchschlagen die jüngeren Ringintrusionen und sind daher noch jünger.

## Geochemie

### Hauptelemente
Angeführt sind hier geochemische Analysen der Hautelementoxide aus dem Intrusionszentrum 2, darunter ältere äußere Cone sheets, jüngere innere Cone sheets sowie Analysen des Hypersthen-Gabbros (Gabbronorit) der Inneren Serie.
| Oxid Gew. % | Cone sheet außen 1 | Cone sheet außen 2 | Cone sheet innen 1 | Cone sheet innen 2 | Cone sheet außen Trachyandesit | Cone sheet innen Trachyandesit | Cone sheet außen Rhyolith | Gabronorit 1 | Gabbronorit 2 | Feiner Gabbronorit 1 | Feiner Gabbronorit 2 |
| ----------- | ------------------ | ------------------ | ------------------ | ------------------ | ------------------------------ | ------------------------------ | ------------------------- | ------------ | ------------- | -------------------- | -------------------- |
| SiO2        | 48,19              | 51,53              | 49,45              | 50,43              | 59,81                          | 60,17                          | 70,23                     | 45,60        | 51,32         | 47,30                | 48,94                |
| TiO2        | 1,18               | 2,32               | 1,61               | 2,03               | 1,17                           | 1,42                           | 0,82                      | 0,58         | 1,38          | 0,63                 | 0,71                 |
| Al2O3       | 18,98              | 13,61              | 14,08              | 13,40              | 13,44                          | 14,39                          | 12,84                     | 16,31        | 14,20         | 15,38                | 16,35                |
| Fe2O3       | 10,78              | 15,52              | 14,33              | 15,80              | 9,63                           | 10,00                          | 5,90                      | 13,07        | 11,32         | 10,40                | 10,69                |
| MnO         | 0,15               | 0,23               | 0,22               | 0,22               | 0,16                           | 0,18                           | 0,12                      | 0,19         | 0,19          | 0,16                 | 0,17                 |
| MgO         | 5,40               | 4,01               | 6,19               | 4,58               | 3,53                           | 2,28                           | 0,56                      | 12,20        | 6,46          | 13,01                | 8,84                 |
| CaO         | 12,10              | 8,52               | 10,87              | 8,78               | 5,28                           | 5,18                           | 1,93                      | 9,68         | 12,51         | 10,84                | 12,06                |
| Na2O        | 2,48               | 2,64               | 2,94               | 3,21               | 3,46                           | 4,24                           | 3,79                      | 1,82         | 2,89          | 1,84                 | 2,34                 |
| K2O         | 0,21               | 1,09               | 0,30               | 1,33               | 3,02                           | 2,36                           | 4,38                      | 0,16         | 0,38          | 0,17                 | 0,22                 |
| P2O5        | 0,10               | 0,31               | 0,17               | 0,32               | 0,15                           | 0,41                           | 0,16                      | 0,043        | 0,11          | 0,03                 | 0,04                 |
| Al/K+Na     | 4,41               | 2,46               | 2,73               | 1,99               | 1,50                           | 1,51                           | 1,17                      | 5,14         | 2,75          | 4,79                 | 4,01                 |
| Al/K+Na+Ca  | 0,72               | 0,65               | 0,56               | 0,59               | 0,72                           | 0,76                           | 0,89                      | 0,78         | 0,51          | 0,67                 | 0,63                 |

Der SiO2-Gehalt der äußeren Cone sheets bewegt sich mehrheitlich zwischen 48,19 und 51,53 Gewichtsprozent, die Gesteine sind somit mafisch und von tholeiitischer, basaltischer Zusammensetzung. Die inneren Cone sheets variieren zwischen 49,45 und 50,43 Gewichtsprozent SiO2 und sind somit kaum von den äußeren Cone sheets zu unterscheiden. Seltene Trachyandesite und Rhyolithe sind bei beiden Cone sheet-Typen gelegentlich vorhanden. Sämtliche Cone sheets sind metaluminos mit Al/K+Na+Ca < 1 und Al/K+Na > 1. Die Gabbronorite schwanken zwischen 45,60 und 51,32 Gewichtsprozent SiO2, sie sind ebenfalls mafisch. Ihre feinkörnigen Vertreter bewegen sich zwischen 47,30 und 48,94 Gewichtsprozent SiO2. Auch die Gabbronorite sind metaluminos. Die Alkalien Na2O + K2O variieren insgesamt zwischen 1,98 (Gabbronorit) und 8,17 Gewichtsprozent (rhyolithischer Cone sheet), sie sind mehrheitlich recht niedrig.
Die geochemischen Zusammensetzungen lassen sich am besten mit den Central Tholeiites im Mull Central Complex vergleichen.

## Alter
Radiometrische Untersuchungen am Tonalit und am Great Eucrite ergaben ein Alter von rund 59 Millionen Jahren. Dem Zentralkomplex wird insgesamt eine Lebensdauer von 59,2 bis 58,1 Millionen Jahren zugesprochen. Die unterlagernden Lavafelder der Mull Lava Group sind älter und reichen bis etwa 60,8 Millionen Jahre zurück. Die durchschlagenden basaltischen Gänge begannen ihre Tätigkeit ebenfalls bei 60,8 Millionen Jahren, sie überdauerten aber bis 58,0 Millionen Jahre. Das Erdmagnetfeld war während dieser Zeitspanne umgekehrt polarisiert.

## Neuere Einsichten und Interpretationen

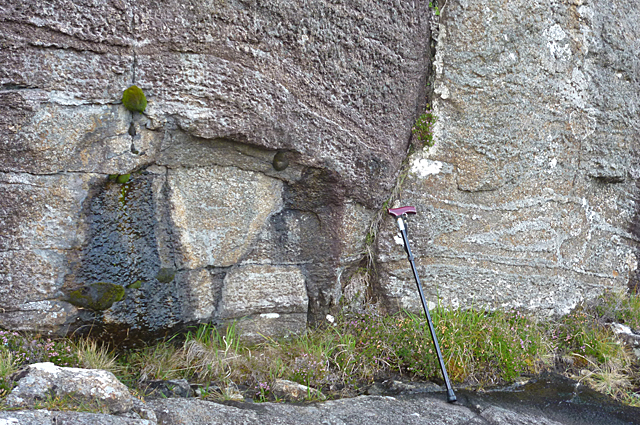
Synmagmatische Einsackung in äußerem lagigen Gabbro am Meall Meadhoin, Great Eucrite, Intrusionszentrum 3

Seit der fundamentalen Arbeit von James Ernest Richey und H. H. Thomas im Jahr 1930 trat ein gewisser Stillstand in der Erforschung des Ardnamurchan Central Complex ein. Erst in neuerer Zeit sollte wieder Bewegung im Verständnis dieses Intrusionszentrums einsetzen. So wurde beispielsweise die Schlottheorie des Achateny und des Ben Hiant Members durch David James Brown und Brian R. Bell im Jahr 2007 in Frage gestellt, welche die Member als Schuttströme neu interpretierten. Im selben Jahr hatte Brian O’Driscoll eine Neukartierung des Intrusionszentrums 3 vorgenommen. Seine Ergebnisse unterstrichen eindeutig die einfache, lagige, mafische Lopolithnatur des Great Eucrites und verwarfen somit die Ringganghypothese. Ähnlich hatte bereits im Jahr 1990 Simon John Day auf die Lakkolithnatur des Hypersthengabbros verwiesen. Zusammen genommen implizieren beide Untersuchungen, dass Ringgänge als Identifikationskriterium von abgetrennten Intrusionszentren somit beiseite gelegt werden können.
Noch bedeutender dürfte die Arbeit von Steffi Burchardt und Kollegen aus dem Jahr 2013 sein. Diese Autoren stellen die drei Fokalpunkte des Zentralkomplexes erneut in Frage und ersetzen diese durch das Konzept eines einzigen, relativ flachen, nach Ostnordost gestreckten Magmenreservoirs, das die verschiedenen Cone sheets und auch die magmatischen Intrusionen gespeist hatte.

## Zusammenschau

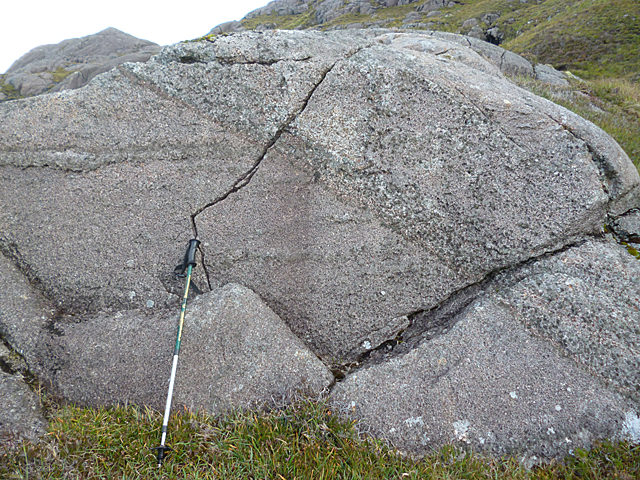
Äußerer lagiger Gabbro am Meall Meadhoin, Great Eucrite, Intrusionszentrum 3. Die leicht nach links einfallende magmatische Lagerung wird rechts diskordant von einer grobkörnigen Rutschung abgetrennt.

Der Ardnamurchan Central Complex veranschlagt mit seinen Magmatiten in etwa die Hälfte der Ost-West-gestreckten Ardnamurchan-Halbinsel – dem nordwestlichsten Punkt des schottischen Festlandes. Jedoch finden sich auch darüber hinaus im östlichen Vorland des Zentralkomplexes einige vereinzeltete, kleinere, magmatische Stotzen, die ins dortige Grundgebirge eingedrungen sind. Ein gutes Beispiel hierfür ist der Glenmore Plug. Der Zentralkomplex liefert ein Profil durch das Herzen eines ehemaligen Vulkans aus dem Paläogen vor rund 59 Millionen Jahren. Die Aufschlusstiefe des Profils liegt rund 2 Kilometer unter der ehemaligen Landoberfläche. In diesem subvulkanischen Aufschluss sind eine Bandbreite hauptsächlich mafischer Intrusivgesteine enthalten, welche als Ringgänge, Lopolithen und vor allem als so genannte Cone sheets ausgebildet sind. Der Terminus Cone sheet beschreibt eine dünne, magmatische Schichtintrusion, die nach innen zu einem zentralen Quellpunkt geneigt ist und die Gestalt eines auf dem Kopf stehenden Kegels (engl. cone) besitzt. E. M. Anderson (1936) basierte seine Pionierarbeit über die Platznahme von Cone sheets und Ringgängen vorwiegend auf Ardnamurchan. Cone sheets rückten vor kurzem erneut in den Fokus des Interesses – wegen ihres fundamentalen Anteils am inneren Aufbau langlebiger Vulkane, wegen ihrer Speisung von Oberflächeneruptionen und wegen ihrer Indikatorenrolle zur Bestimmung der Tiefe, des Ausmaßes und der Gestalt der magmatischen Quellzone.
Durch ihre Kartierung konnten Richey und Thomas im Jahr 1930 noch drei aufeinanderfolgende Intrusionszentren definieren, deren fokale Aktivitätszentren sie aus den aufgeschlossenen Cone sheet-Schwärmen ermittelten (unter Zuhilfenahme der jeweiligen Relativalter zu bedeutenden Intrusionseinheiten). Ihr Konzept bedingte eine zyklische Magmentätigkeit mit Seitenverlagerungen der Quellregion, ferner nahmen sie an, dass ein Intrusivzentrum abgekühlt war, ehe es zu einer Weiterverlagerung und Neuwachstum kam. Dieselbe Interpretation hatte bereits bei den mehrfachen Intrusionszentren des Mull Central Complex Anwendung gefunden.
Mit der Zeit begannen jedoch absolute Altersangaben, geochemische Zusammensetzungen der Intrusiveinheiten, vor allem aber ihre geometrischen Verhältnisse und Platznahmemechanismen Zweifel über das Modell der getrennten Intrusivzentren in Ardnamurchan aufkommen zu lassen. Starke Einwände kamen insbesondere vom Hypersthen-Gabbro, einem der vermeintlichen Ringgänge des Intrusionszentrums 2, und dem Great Eucrite, dem postulierten Hauptringgang des Intrusivzentrums 3. Bei beiden magmatischen Einheiten wird jetzt vielmehr vermutet, dass sie aus flach nach innen einfallenden Schichtintrusionen zusammengesetzt sind. Beim Great Eucrite plädierten Brian O’Driscoll und Kollegen (2007) für die generelle Intrusionsform eines Lopolithen, wohingegen Simon John Day (1990) beim Hypersthen-Gabbro einen Lakkolithen verwirklicht sah. Somit ist die Gegenwart von Ringgängen als Identifikationskriterium für getrennte Intrusionszentren nicht mehr aufrechtzuerhalten.

## Siehe auch

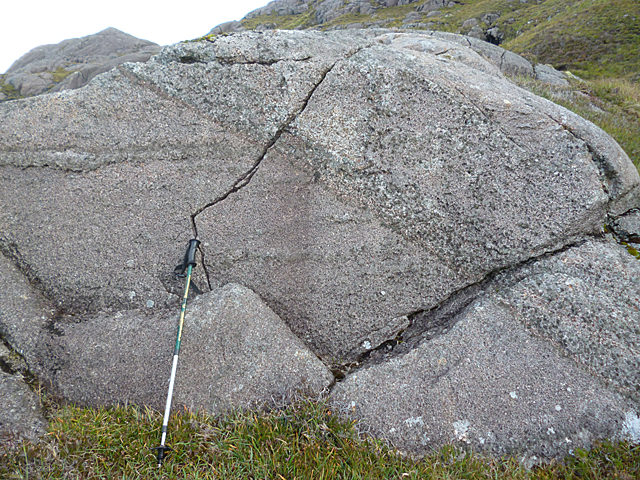
Äußerer lagiger Gabbro am Meall Meadhoin, Great Eucrite, Intrusionszentrum 3. Die leicht nach links einfallende magmatische Lagerung wird rechts diskordant von einer grobkörnigen Rutschung abgetrennt.